# Рибе (град)
Рибе (дан. Ribe) најстарији је град Данске. Налази се на југозападном делу острва Јиланд у покрајини Јужна Данска.
Према подацима из 2016. године, град је имао 8.182 становника.

## Историја
Град из викиншког периода смештен на северној обали реке Рибе основан је између 704. и 710. године (највероватније 705.), када је великом количином песка насута обала реке уз постављен низ умрежених земљишних честица. Овако организовано утемељење нам сугерише на иницијативу неког економски и политички моћног, попут данског краља Ангантира. Откриће 150 сребрних кованица у наслагама из 8. века, познатијих као sceattas, украшених Одиновим ликом и животињом која гледа уназад, говори нам да су кованице могле бити исковане у овом новом трговишту.
Обртништво је у граду укључивало обраду ћилибара, костију и рогова јелена, коже и гвожђа. Чини се да је у овим раним почецима Рибе било сезонско трговиште за путујуће трговце, а не стално насељено место. Међутим, југоисточно од града била је група боравишта која су изгледа била настањена целе године. У близини се такође налази и око 30 паганских гробова из 8. века (места где су након кремације полагани људски остаци).
Рибе је, удаљен само 5 km од Северног мора, имао јако добар положај за трговање с ондашњим просторима Бенелукса и Велике Британије. Имао је и важне везе са суседном Франачком на југу и Норвешком на северу. Највећа група артефаката пронађена за време ископавања садржавала је посуде за пиће и грнчарију донесену из Рајнске области. Густи и широко распрострањени слојеви ђубрива указују на важно сајмиште стоке у том подручју.
Око 800. године, сајмишно место је постало стално насељено, те је подручје од око 10 хектара било ограђено полукружним јарком.
Током 9. века, Рибе је у писаним изворима по први пут споменут када је мисионар Ансгар посетио град и када му је краљ Хорик II допустио градњу цркве. Ансгар, који је касније постао надбискуп, покренуо је тако године 860. изградњу прве цркве не само у Рибеу него и у целој Скандинавији. Међутим, постојање бискупа, а самим тим и манастира може се са сигурношћу потврдити тек од 948. године.
Следеће помињање места је везано за његовог првог бискупа Леофдага, за којег се говорило да је учествовао на црквеном сабору у Ингелхајму у Немачкој, заједно са бискупима градова Хедеби и Орхус, оба у Данској. Тадашњи надбискуп хамбуршко-бременски, Адалдаг, вероватно им је овом приликом доделио њихове бискупске столице. Међутим, имена бискупа нису потврђена и није сасвим јасно да ли су они заиста и служили у њиховим бискупијама. Могуће је да су постављени на та места како би појачали хамбуршко-бременске тежње за верским приматом у Данској.
У другој половини 10. века, три су града, Рибе, Хедеби и Архус, напокон у потпуности били утврђени. Плитки јарак око града Рибеа био је замењен новим, 8 метара широким и 1 метар дубоким јарком пред којим је био земљани насип. Ово утврђење се повезује са немачким ратовима Харалда Плавозубог од 974. до 983. године. Како је град растао у 11. веку, јарак је постепено био затрпаван и на њему се такође подизале грађевине, а саграђени су и нови јарак и насип са дрвеном оградом источно од њега.
До краја викиншког периода, Рибе је био средиште бискупије која је контролисала читаво подручје полуострва Јиланд. У њему се налазила и важна ковница новца чије је име било утиснуто на кованицама Кнута Великог, затим Хартакнута и Свена II Естридсона.
Град је наставио да се шири и на супротну, јужну страну реке Рибе у 12. веку, где су изграђени катедрала и краљевски дворац. Средиште места се преместило овде, где је и данас центар модерног града Рибе у Данској.

### Важни датуми у историји града
- 5. март 1460. – Споразум у Рибеу (дан. Ribe-brevet)
- 3. септембар 1580. – Пожар је уништио велики део града. Изгорело је 11 улица и 213 кућа.
- 11-12. октобар 1634. – Олујно невреме поплавило је град са нивоом воде већом за 6,1 метар од уобичајене.
- 1. јануар 2007. – Општина Рибе престала је да постоји пошто се спојила са општинама Есбјерг и Браминг, стварајући нову општину Есбјерг.
- 4. јун 2010. – Становници града су прославили 1300. годишњицу града великом забавом у граду.

## Културне знаменитости
Град има много добро очуваних старих грађевина, између осталог и око 110 кућа које су заштићени споменици.
Најстарија градска скупштина у Данској налази се на тргу ”Von Støckens Plads“. Зграда је саграђена 1496. године, а граду је служила као скупштина од 1709.
Једина петобродна црква у Данској је евангелистичко-лутеранска катедрала (дан. Vor Frue Maria Domkirke) чију је градњу започео бискуп Тур око 1100. године, а довршена је 1134.
Доминикански манастир посвећен Св. Катарини Сијенској основали су доминикански фратари 1228. на поседу који им је доделио Туве, тадашњи бискуп града Рибе. У склопу манастирског комплекса је и црква Свете Катарине (дан. Sankt Katharine Kirke), саграђена у романском стилу.

## Демографија
Табела показује раст становништва у општини Рибе (која је постојала до 2007. године). Подаци до 18. века су процене.
| Година | Број становника |
| ------ | --------------- |
| 1500   | ~5.000          |
| 1591   | ~4.500          |
| 1641   | ~3.500          |
| 1672   | ~2.000          |

| Година | Број становника |
| ------ | --------------- |
| 1769   | 1.827           |
| 1801   | 1.994           |
| 1850   | 2.984           |
| 1901   | 4.243           |

| Година | Број становника |
| ------ | --------------- |
| 1974   | 8.256           |
| 1980   | 18.051          |
| 1985   | 17.981          |
| 1990   | 17.872          |

| Година | Број становника |
| ------ | --------------- |
| 1995   | 18.234          |
| 1999   | 18.191          |
| 2000   | 18.112          |
| 2003   | 18.107          |

## Градови побратими
- Балроа, Француска
- Гистров, Немачка
- Ели, Велика Британија
- Кремс, Аустрија
- Лејкангер, Норвешка
- Рацебург, Немачка
- Стренгнес, Шведска
- Тајнан, Тајван

## Галерија
- Поглед на источни део града
- Поглед на источни део града и реку Рибе
- Историјски локалитет
- Стара градска улица ”Altstadtgasse“
- Улица са кућама од цигли са дрвеном конструкцијом
- Изглед зграде ”Grydergade“, 1905. година
- Градски трг и улица
- Градски споменик посвећен краљици Дагмар